# Agudo
Agudo, amtlich portugiesisch Município de Agudo, ist eine Stadt im Bundesstaat Rio Grande do Sul im Süden Brasiliens. Sie liegt etwa 240 km westlich von Porto Alegre. Die Bevölkerungszahl wurde zum 1. Juli 2020 auf 16.401 Einwohner geschätzt, die auf einer Gemeindefläche von rund 534,6 km² leben und Agudenser (agudenses) genannt werden. Die Stadt steht an 115. Stelle der 497 Munizips des Bundesstaats.

## Geographie
Benachbart sind die Orte Cerro Branco, Nova Palma, Ibarama, Lagoa Bonita do Sul, Restinga Sêca, Paraíso do Sul, Dona Francisca.

## Geschichte
Agudo ging aus der 1857 gegründeten Colônia Santo Ângelo hervor, linksseitig des Rio Jacuí in der Region Vale do Jacuí. Die ersten deutschen Einwanderer waren Lutheraner aus Pommern. Die Emanzipation als sich selbstverwaltende Gemeinde erfolgte am 16. Februar 1959. Ursprünglich war Agudo Teil der Munizipien Cachoeira do Sul und Sobradinho.